# Venyera–2
A Venyera–2 a Venyera-program második űrszondája, szimultán repült a Venyera–3-mal. 1965. november 12-én indították Bajkonurból. Útközben pályakorrekciókat nem végeztek. Mesterséges bolygó lett.

## Küldetés
Rendeltetése, hogy elhaladjon a Vénusz mellett, fényképezzen és a tervezett méréseket elvégezze. 1966. február 27-én a szonda 24 000 kilométer távolságban haladt el a Vénusz mellett. A bolygóközi repülés során, a belső hőmérséklet megnövekedése miatt meghibásodott a rádió-összeköttetés, és nem tudott adatokat küldeni a Vénuszról.

## Jellemzői
Közel egy tonna tudományos felszerelést vitt magával. Hossza 3,3 méter, maximális átmérője 1,1 méter. Az akkumulátorok energiaellátását napelemtáblák biztosították. A légmentesen zárt rekesz tartalma volt a kondicionálható rekesz, az elektronikus egységekkel, a repülési tartály: a stabilizáló és tájolóberendezéssel, mérőműszerekkel – bolygóközi anyagrészecskék és mágnesesség mérésére –, a speciális rekesz: fényképező- és televíziós képtovábbító rendszer, mikrohullámú rádióadó, az adattároló, valamint a programberendezés.

## Külső hivatkozások

### Magyar oldalak
- Szovjet és Orosz hold- és bolygókutató szondák